# Johann Joachim Busch

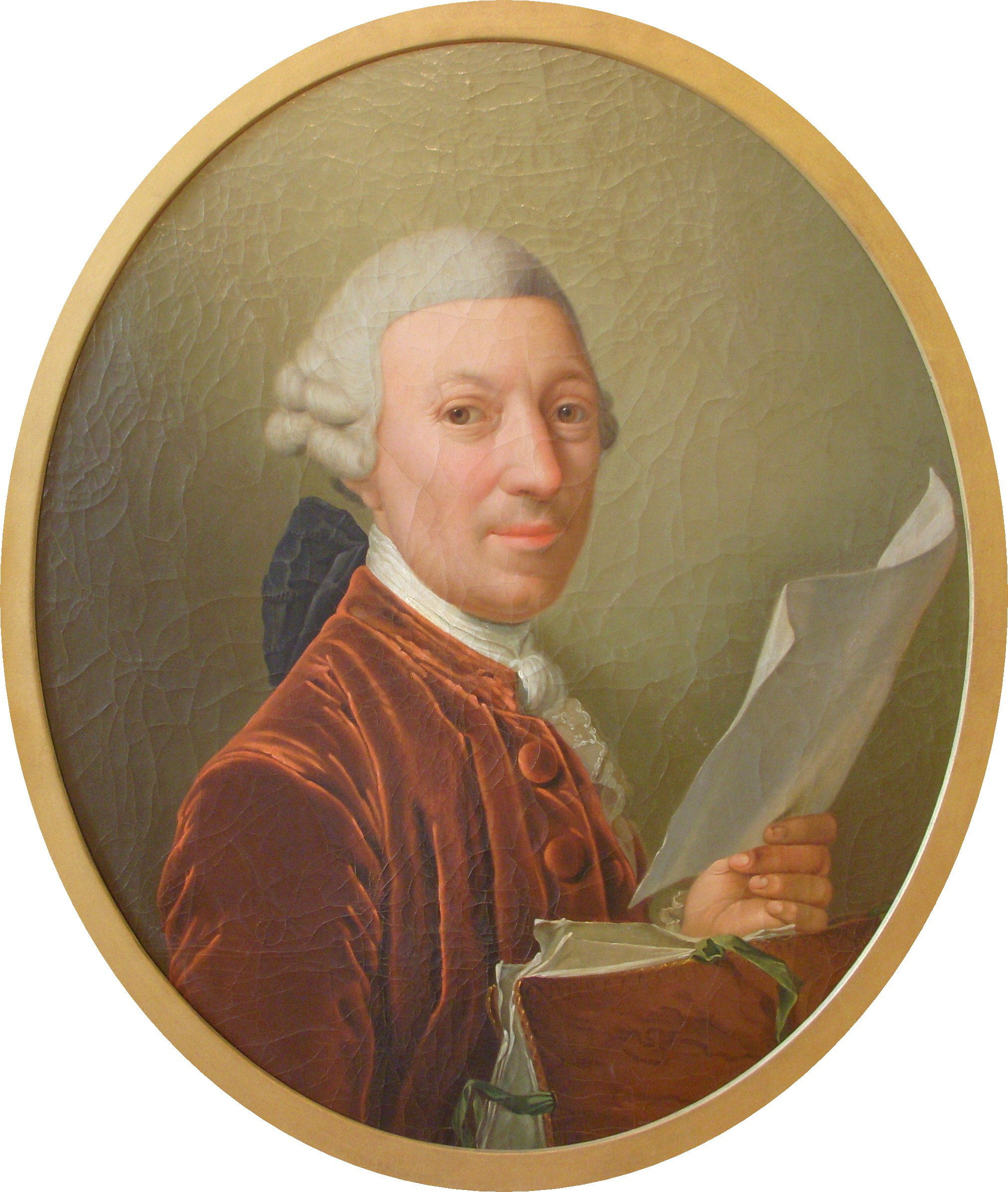
Hofbaurat Johann Joachim Busch, Gemälde von Georg David Matthieu

Johann Joachim Busch (* 18. September 1720 in Schwerin; † 27. Dezember 1802 in Plau am See) war ein mecklenburgischer Architekt und Bildhauer.

## Leben und Wirken
Johann Joachim Busch stammte aus einer Handwerkerfamilie und trat als Bildhauer 1748 in den Dienst des mecklenburgischen Herzogs, wo er unter dem französischen Hofarchitekten Jean Laurent Legeay tätig war. Über seine Ausbildung ist wenig bekannt, Einblick in die Architektur des 18. Jahrhunderts gewährte ihm unter anderem die umfangreiche Bibliothek seines späteren Auftraggebers Herzog Friedrich. 1758 wurde Busch zum Hofbaumeister ernannt. 1779 erhielt Busch den Titel eines Hofbaudirektors, im Jahr 1796 wurde er mit dem Titel Oberhofbaurat in den Ruhestand verabschiedet und zog zu Verwandten nach Plau am See. Seine Ruhestätte auf dem dortigen Friedhof ist nicht erhalten.
Nach einem Gesamtentwurf von Busch entstand das Ensemble der Residenzstadt Ludwigslust, mit der Stadtkirche von 1765 bis 1770, dem Schloss Ludwigslust von 1772 bis 1776 und verschiedenen Bürger- und Beamtenhäusern. Auf Busch geht außerdem das Neustädtische Palais sowie das Neue Gebäude (auch Säulengebäude genannt) in Schwerin zurück, ob er an Planungen für den Ausbau des Guts Ahrensburg beteiligt war, ist nicht gesichert. 1790 bis 1792 erfolgte nach Plänen von Busch der Wiederaufbau der durch Brand zerstören  Marienkirche Waren.
Sein Neffe war der Bildhauer Johann Jürgen Busch. Nachfolger als Hofbaumeister wurde Johann Christoph Heinrich von Seydewitz.

## Stil
Der Kunsthistoriker Gerd Dettmann hat sich intensiv mit dem Werk Johann Joachim Buschs auseinandergesetzt. Zu seinem Stil stellt folgendes fest: Stilistisch schöpft Busch immer wieder aus dem Barock, insbesondere aus dem Barock Louis XVI. Seine Werke vollziehen jedoch auch eine Wandlung hin zum Klassizismus. Seine Werke sind in ihrer Hauptsache klassizistisch entworfen. Jedoch in manchen Einzelheiten, insbesondere bei manchen kirchlichen Ausstattungsstücken, lassen sich auch romantische Züge entdecken.

## Wirken in Ludwigslust
Die Arbeit, die Busch in Ludwigslust vor sich sah, war eine sehr dankenswerte. Der Boden war eben und trocken.  Außer der Lage des alten Schlosses, das selbst zum Abbruch bestimmt war, war nichts vorhanden, woran er gebunden gewesen wäre. Er konnte also künstlerisch ganz frei schöpfen. Ein Problem war die durch den Krieg und die Kontributionen an Friedrich den Großen leere Kasse des mecklenburger Hofes. Busch löste die Aufgabe in zweierlei Weise, er teilte in Fachwerk- und Backsteinbauten. Die Fachwerkhäuser am Kirchenplatz und in einigen Nebenstraßen sind einstöckig mit zweistockigem Mittelgiebel, bescheidene, aber bequeme Wohnungen, deren fast ausnahmsloses Fortbestehen bis heute für ihre Haltbarkeit zeugt. Den Mittelpunkt der Ludwigsluster Anlage bildet das Schloss. Für die Bauten des Schlossbezirks und der Hauptstraße wählte Busch unverputzten Backstein. Durch die Gemeinsamkeit dieses Materials und der Farbe erhalten seine Häuserreihen ein ganz eigenes Gepräge, das noch heute das Stadtbild Ludwigslusts beherrschen. Stilistisch stehen die Ludwigsluster Stadthäuser in enger Beziehung zur Hamburger Backsteinbauschule des 18. Jahrhunderts. Das Verbreitungsgebiet dieser Schule umfasst die Gegend um Hamburg, Schleswig-Holstein bis nach Dänemark hinein und Teile von Mecklenburg und Hannover. Das Backsteinmaterial, das Gewichtlegen auf gute Proportionen, die Gliederung durch einfache Lisenen und die erwähnte Quaderbehandlung sind kennzeichnend für die Bauten dieser Schule.

## Werke

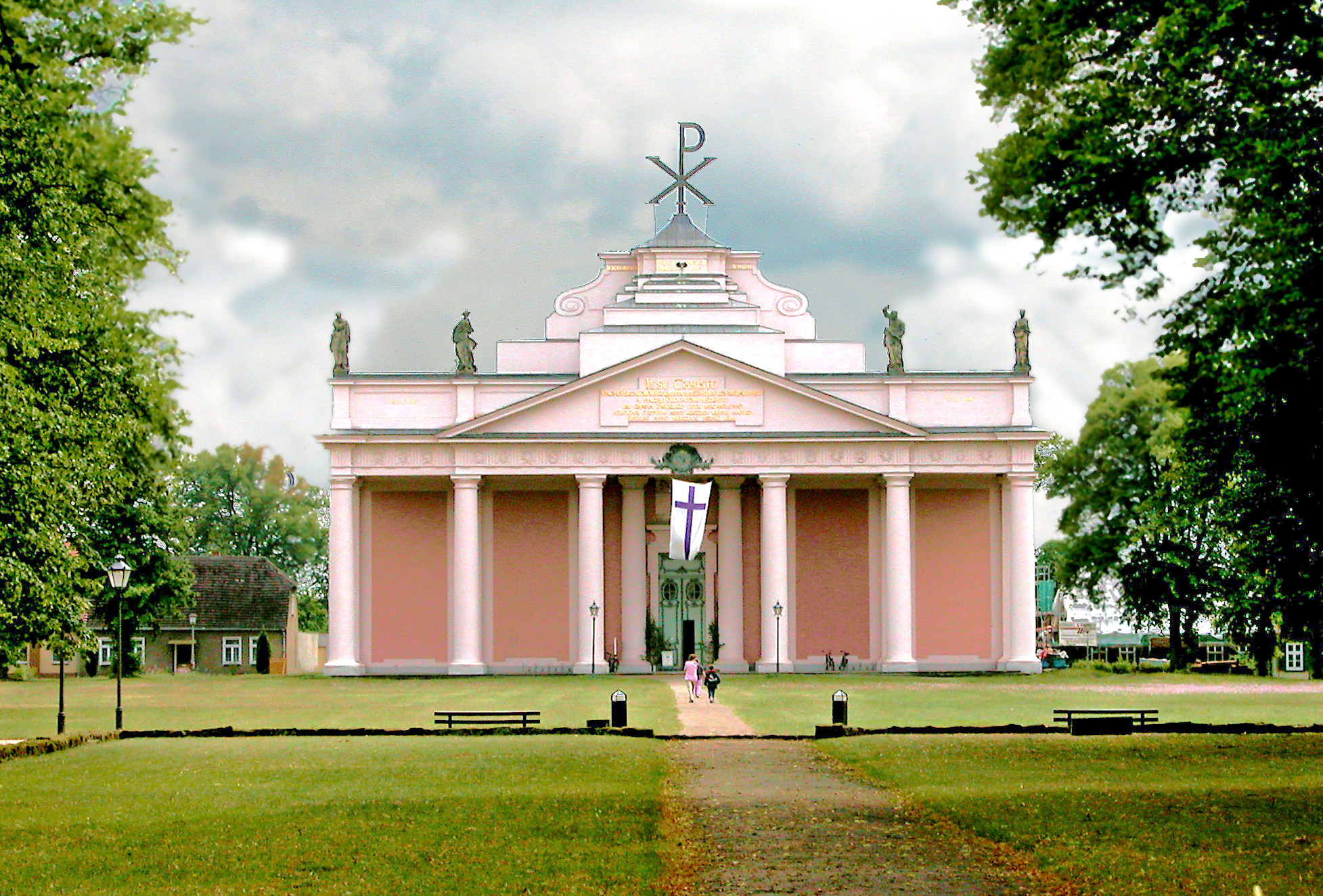
Ludwigslust, Stadtkirche
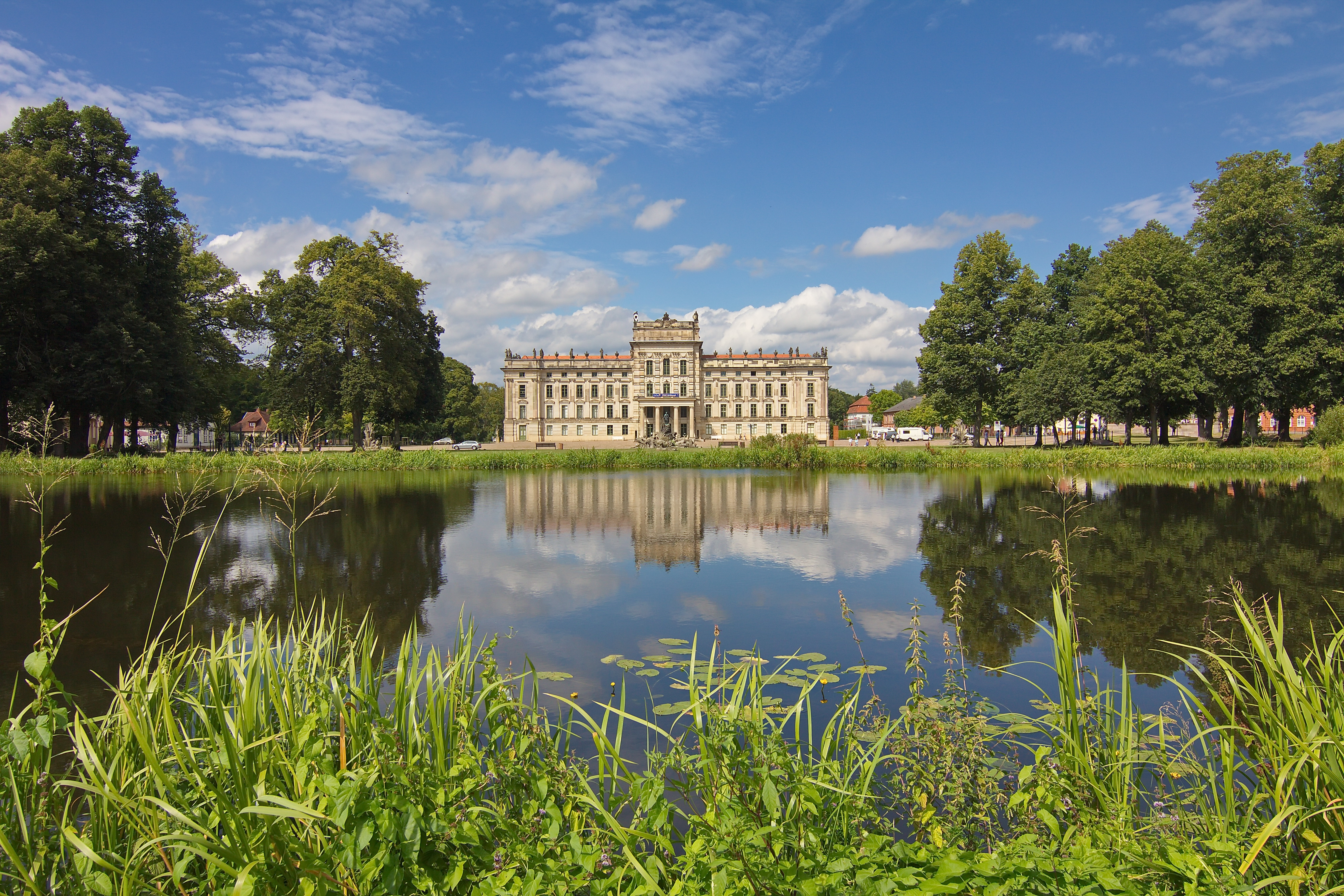
Schloss Ludwigslust
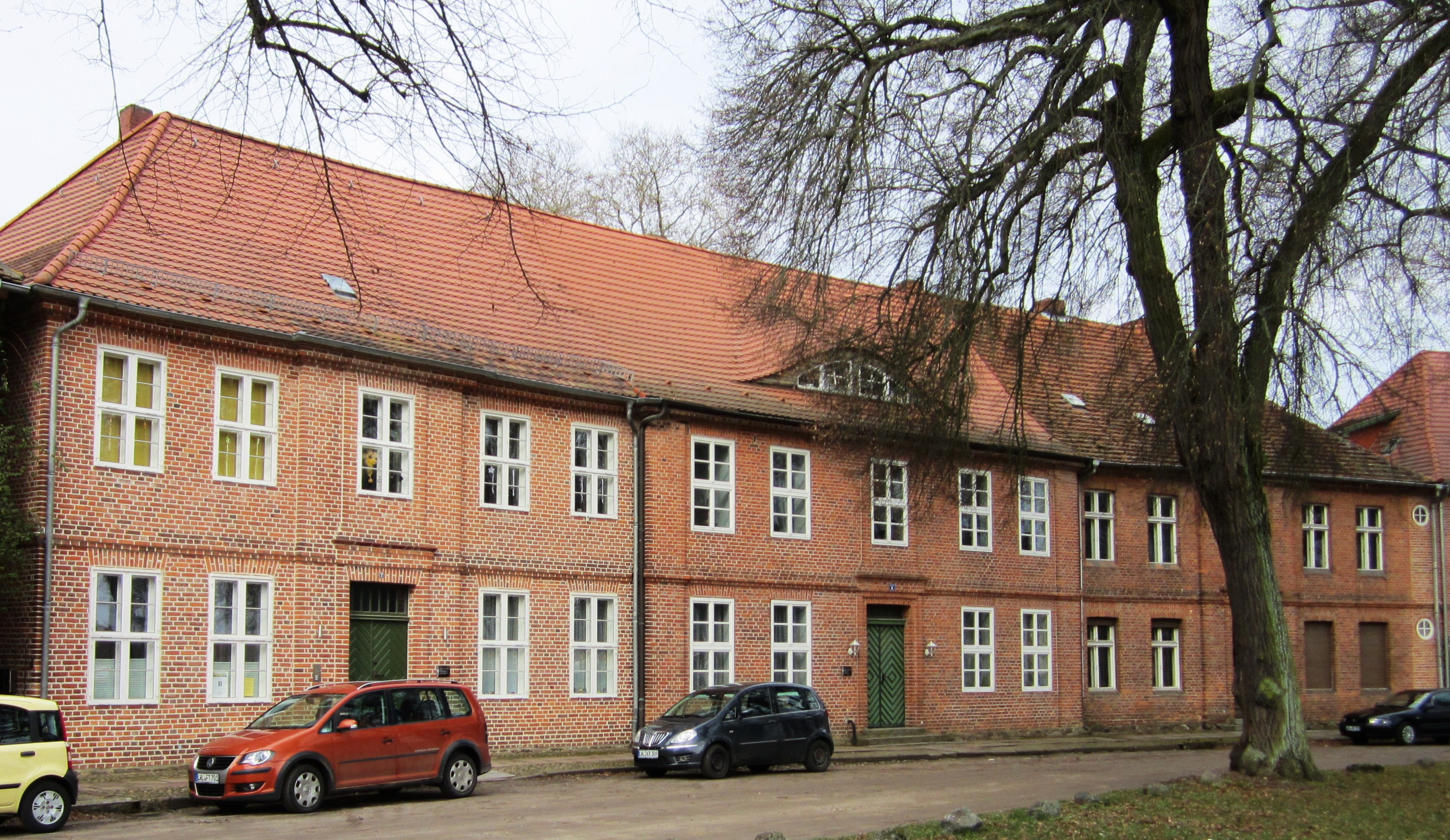
Bassinstrasse in Ludwigslust
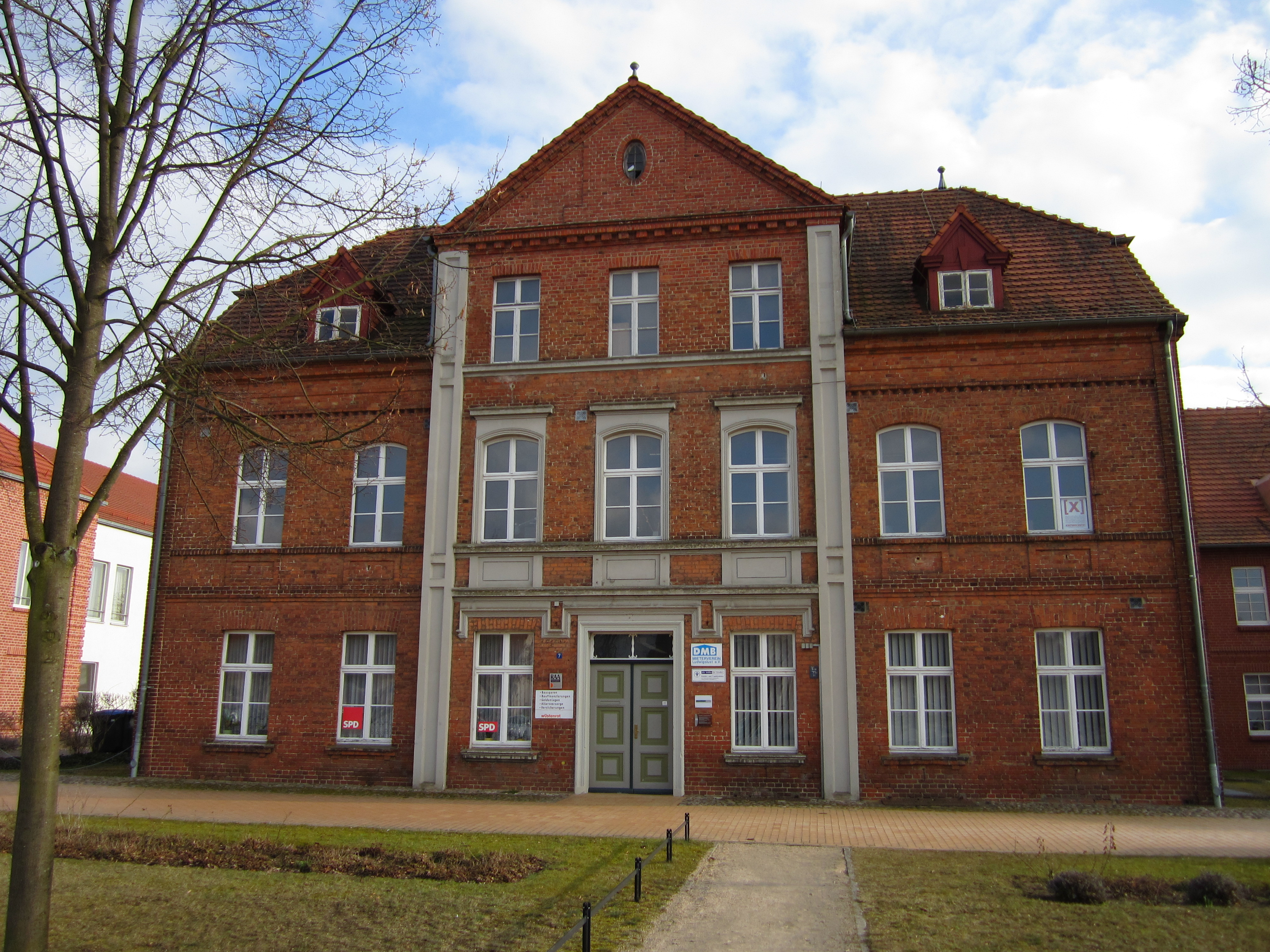
Ludwigslust, Alexandrinenplatz
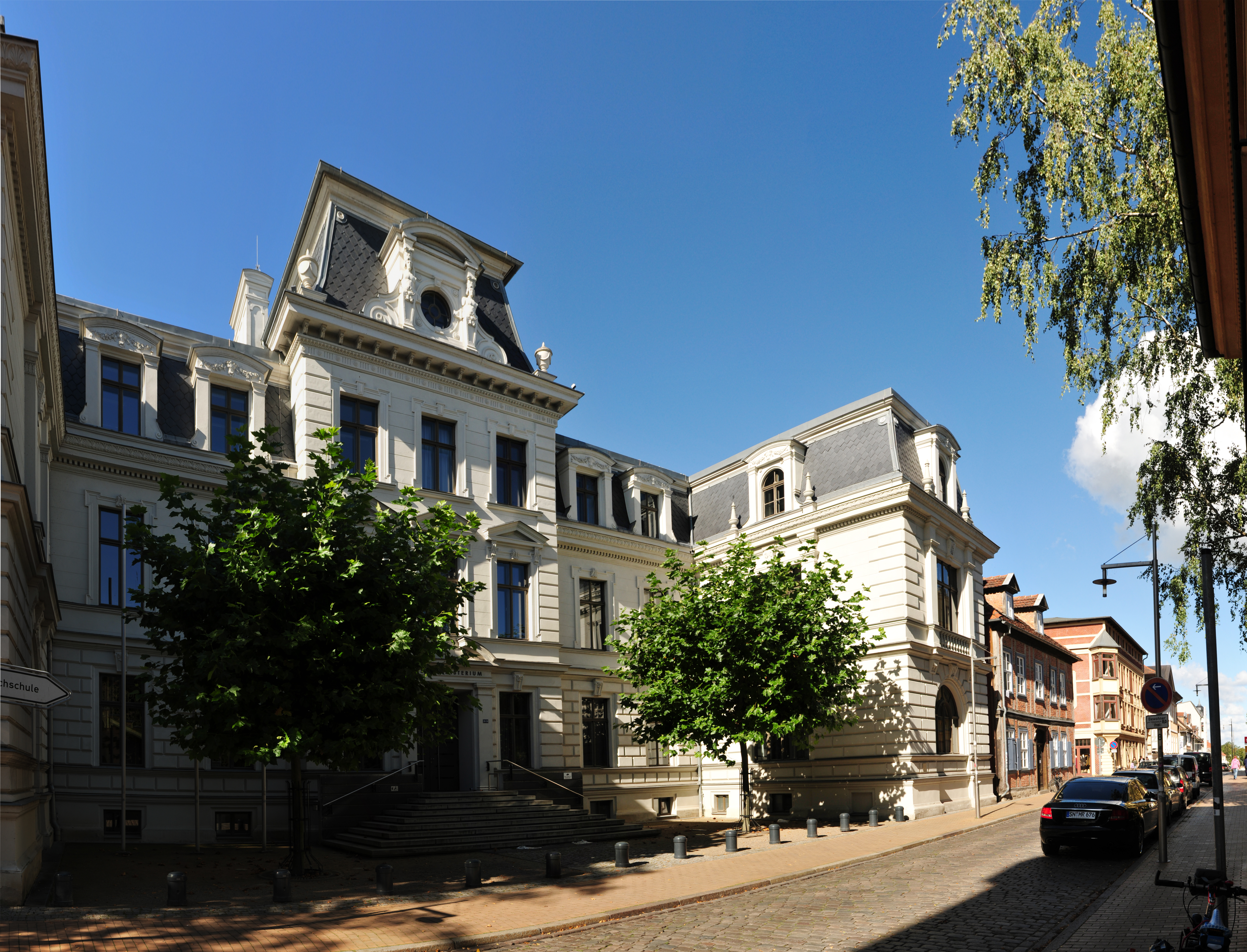
Schwerin, Neustädtische Palais
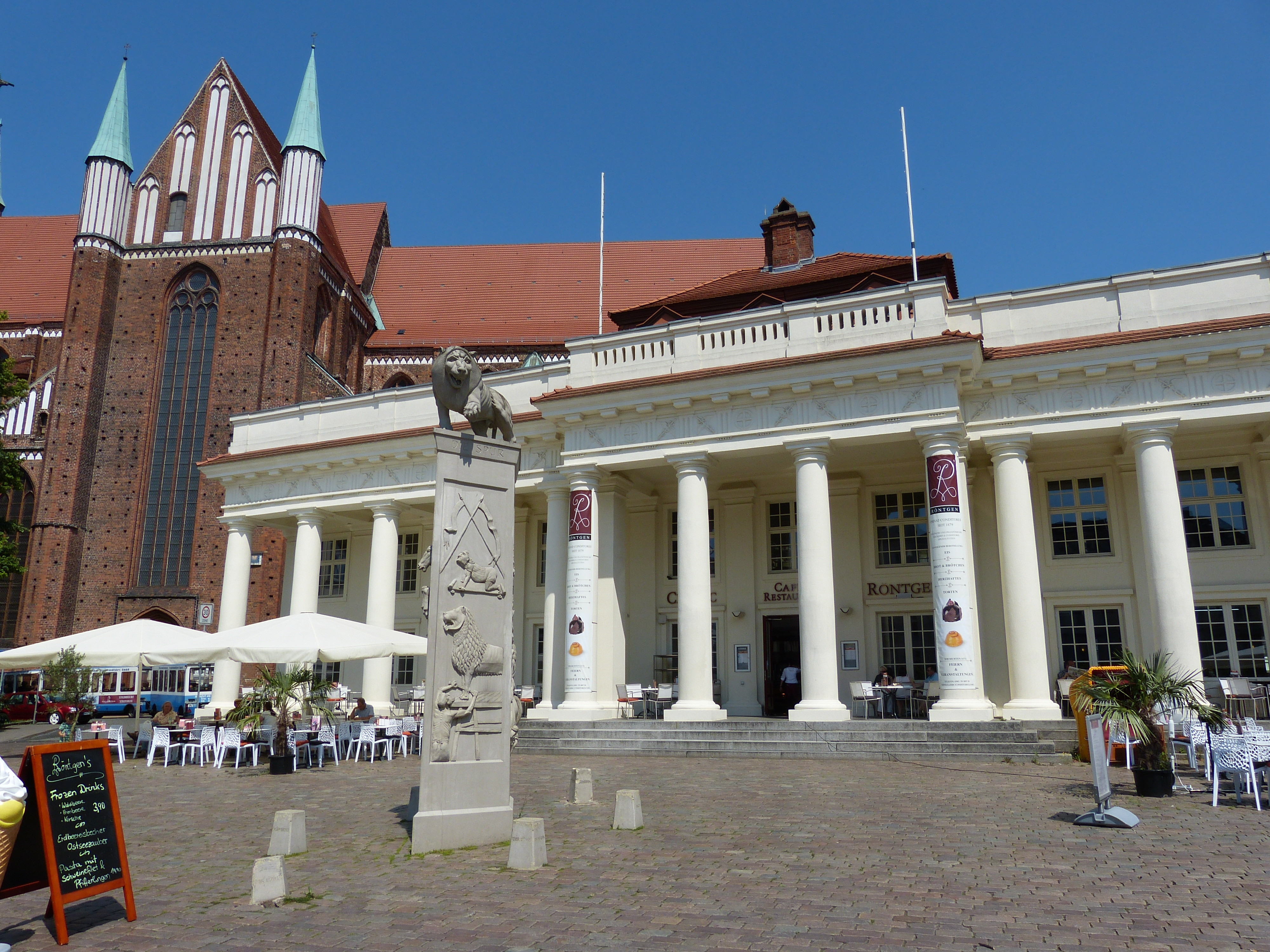
Schwerin, Säulengebäude
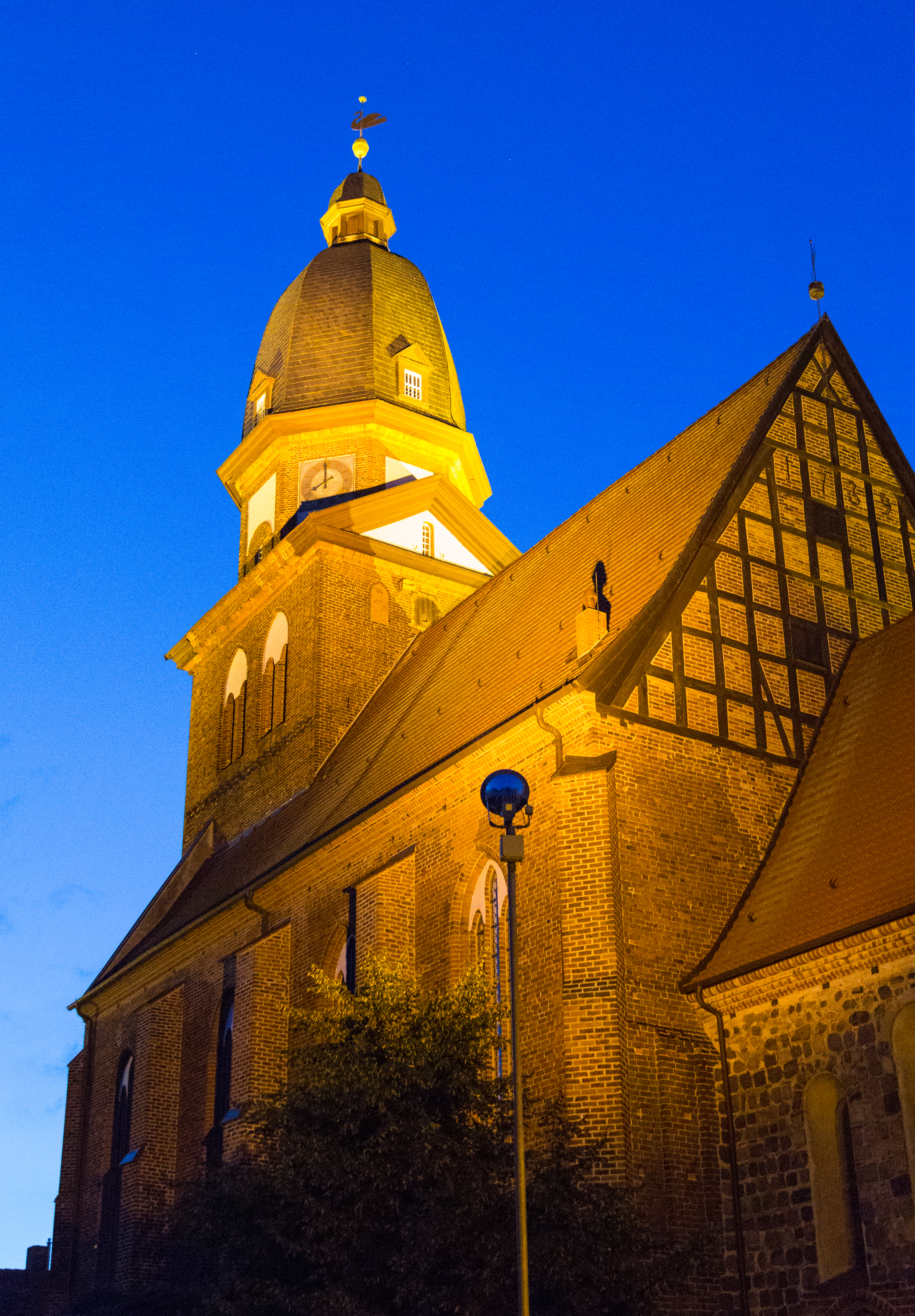
Waren, St. Marienkirche
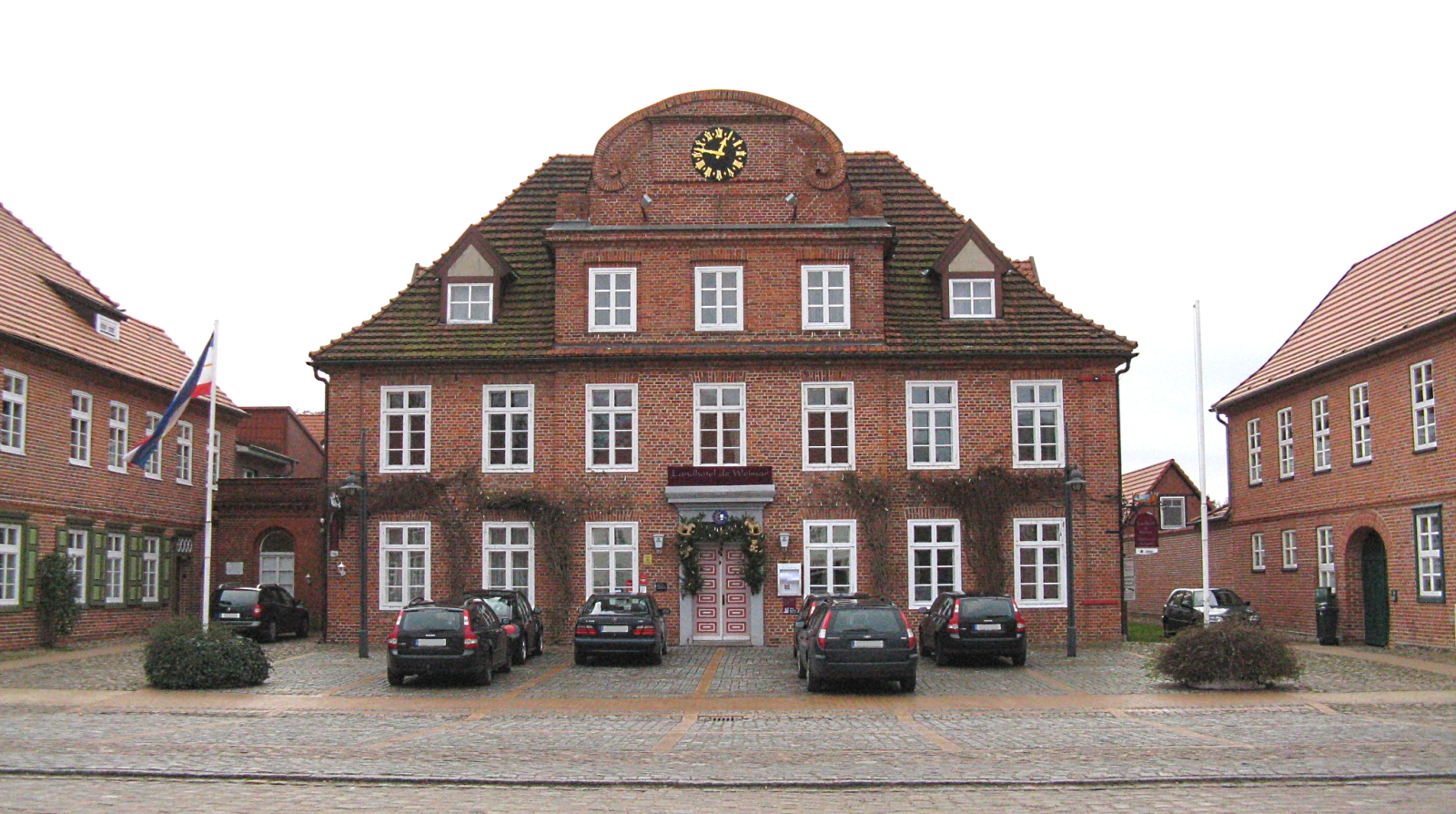
Ludwigslust, herzogliches Gästehaus